# Blauwe mandarijnpitvis
De blauwe mandarijnpitvis (Synchiropus splendidus) is een pitvis die behoort tot het geslacht Synchiropus. Deze vis leeft in het westen van de Grote Oceaan. Grofweg van Zuid Japan tot aan Zuid Australië.
Een volwassen mandarijnvis is gewoonlijk zo'n 8 cm lang. De mannetjes zijn herkenbaar aan de puntvin op hun rug. De huid van deze vis is bedekt met een vies smakend slijm, de felle kleuren waarschuwen roofdieren daarvoor. Ze leven in kleine groepjes dicht bij de zeebodem tussen het koraal. Hij is een populair aquariumdier, maar zeer moeilijk te houden.
1. ↑  (en) Blauwe mandarijnpitvis op de IUCN Red List of Threatened Species.